# Памятник студентам и преподавателям Ленинградского Горного института
Памятник студентам и преподавателям Ленинградского Горного института был установлен в 1976 году на территории Санкт-Петербургского государственного горного института им. Г. В. Плеханова  в честь студентов и преподавателей, погибших на фронтах Великой Отечественной войны и в блокаду Ленинграда.

## История
Во время войны на территории Ленинградского горного института делали уникальную взрывчатку, основным компонентом которой была обычная голубая кембрийская глина, а студенты и аспиранты института шли в саперы и подрывники; из них 185 погибли на фронтах, сотни умерли от голода.

## Описание
Скульпторы:   Р. П. Куриляк, И. С. Табачник, Б. С. Чибунин. Архитекторы: И. И. Фомин, А. И. Прибульский.
Мемориальный комплекс состоит из гранитной стелы (500 x 200 x 89) с рельефом, памятников-бюстов горнякам-партизанам и гранитных плит, под которыми заложены капсулы с землёй из городов-героев. На стеле из розового карельского гранита изображены три фигуры защитников блокадного Ленинграда и высечена надпись:

«Потомок, знай своей свободы цену и мужеству учись у храбрецов»
— М. А. Дудин